# Чехословакия на зимних Олимпийских играх 1928
Чехословакия принимала участие в Зимних Олимпийских играх 1928 года в Санкт-Морице (Швейцария) во второй раз за свою историю, и завоевала одну бронзовую медаль. Это первая зимняя олимпийская медаль Чехословакии.

## 03!Бронза
- Прыжки с трамплина, мужчины, большой трамплин — Рудольф Буркерт.

## Состав и результаты олимпийской сборной Чехословакии

### Лыжное двоеборье
Спортсменов — 1
| Соревнование              | Спортсмены        | Прыжки с трамплина | Прыжки с трамплина | Прыжки с трамплина | Прыжки с трамплина | Лыжная гонка | Лыжная гонка | Лыжная гонка | Итог   | Итог  |
| Соревнование              | Спортсмены        | 1 прыжок           | 2 прыжок           | Очки               | Место              | Лыжная гонка | Лыжная гонка | Лыжная гонка | Итог   | Итог  |
| Соревнование              | Спортсмены        | Дистанция          | Дистанция          | Очки               | Место              | Очки         | Время        | Место        | Очки   | Место |
| ------------------------- | ----------------- | ------------------ | ------------------ | ------------------ | ------------------ | ------------ | ------------ | ------------ | ------ | ----- |
| Индивидуальное первенство | Вальтер Бухбергер | 49,5 м             | 50,5 м             | 14,562             | 14                 | 2:02:36      | 7,250        | 19           | 10,906 | 18    |